# Skede (Sverige)
 For alternative betydninger, se Skede. (Se også artikler, som begynder med Skede)
Skede er et Svensk byområde i Vetlanda kommun i Jönköpings län i Småland. I 2005 talte området 345 indbyggere.